# Bolaño (Castroverde)
Bolaño (llamada oficialmente Santa Baia de Bolaño) es una parroquia y una aldea española del municipio de Castroverde, en la provincia de Lugo, Galicia. Está considerada una de las aldeas con más encanto de todo Lugo. 

## Organización territorial
La parroquia está formada por ocho entidades de población, constando siete de ellas en el nomenclátor del Instituto Nacional de Estadística español:
- Bolaño
- Nabeda
- O Grandón
- O Pedrón
- Pereiroá
- Rodinso
- San Fitoiro
- San Martiño

## Demografía

### Parroquia
| Gráfica de evolución demográfica de Bolaño (parroquia) entre 2000 y 2019 |
|                                                                          |
| Datos según el nomenclátor publicado por el INE.                         |

### Aldea
| Gráfica de evolución demográfica de Bolaño (aldea) entre 2000 y 2019 |
|                                                                      |
| Datos según el nomenclátor publicado por el INE.                     |